# Ahmad Sajjid Abd al-Aziz
Ahmad Sajjid Abd al-Aziz (arab. أحمد سيد عبدالعزيز) – egipski zapaśnik walczący w stylu wolnym. Brązowy medalista na mistrzostwach Afryki w 2014 roku.